# Love After World Domination
Love After World Domination (恋は世界征服のあとで?, Koi wa sekai seifuku no ato de, lett. "Amore dopo aver conquistato il mondo") è un manga scritto da Hiroshi Noda e disegnato da Takahiro Wakamatsu e pubblicato in Giappone da ottobre 2019 a novembre 2022 nella rivista Monthly Shōnen Magazine dell'editore Kōdansha, e raccolta in un totale di 6 volumi Tankōbon. L'edizione italiana è stata pubblicata da Edizioni BD sotto l'etichetta J-Pop dal 30 marzo 2022 al 12 aprile 2023.
Un adattamento anime è stato sviluppato da Project No.9, venendo trasmesso in Giappone su varie emittenti televisive e in simulcast globale su Crunchyroll a partire da aprile 2022.

## Trama
Per combattere la malvagia Società Segreta Gekko che mira alla conquista del mondo, viene formato il gruppo di cinque eroi Freezing Sentai Gelato 5. Il gruppo è composto dal capitano Fudō Aikawa (Red Gelato), Hayato Ōjino (Blue Gelato), Misaki Jingūji (Yellow Gelato), Daigo Todoroki (Green Gelato), Haru Arisugawa (Pink Gelato) e supervisionati dal professor Big Gelato, loro leader. La guerra diventa più complicata per gli eroi quando Gekko recluta come nuovo membro la "Principessa Mietitrice" Desumi Magahara, una combattente formidabile che prende il ruolo di uno dei sei comandanti dell'organizzazione.
Fudō si innamora subito di Desumi e dopo essersi dichiarato la convince ad iniziare una relazione, nonostante siano nemici mortali. Nonostante entrambi siano privi di alcuna esperienza in campo sentimentale, iniziano a frequentarsi in segreto, tenendo nascosta la loro relazione alle rispettive organizzazioni.

## Personaggi

### Protagonisti
Fudo Aikawa (相川不動?, Aikawa Fudō) / Red Gelato
Doppiato da: Yūsuke Kobayashi (giapponese)
Studente delle superiori alto e muscolo e comandante dei Freezing Sentai Gelato 5 con il nome di Red Gelato. È un ragazzo dall'animo semplice, mosso dal solo desiderio di combattere per la pace. Pratica culturismo e passa tutto il tempo libero ad allenare il proprio fisico in vista dei combattimenti. Quando incontra per la prima volta la principessa mietitrice e combatte contro di lei ha un colpo di fulmine e dopo essersi confessato inizia una relazione segreta con Desumi.
Desumi Magahara (禍原デス美?, Magahara Desumi) / Principessa mietitrice
Doppiata da: Ikumi Hasegawa (giapponese)
Studentessa al terzo anno delle superiori, dal fisico minuto ma dotata di un'impressionante forza fisica e velocità. Ha un animo gentile ed altruista. Come una qualsiasi ragazza normale ama stare alla moda e le cose carine. Sei mesi prima dell'inizio della storia entra nella Società Segreta Gekko, su proposta dei genitori (a loro volta ex membri Gekko). Grazie alle sue impressionanti doti fisiche viene da subito promossa a uno dei leader dell'organizzazione, con il nome di Principessa mietitrice, in squadra con Culverin Bear. All'interno dell'organizzazione è vista da tutti come una persona spietata, terrificante e mostruosa, cosa che la deprime. Non mostra grande interesse per la causa dell'organizzazione, ma dati gli eccellenti risultati ottenuti è presa in gran considerazione dal Supremo leader Bosslar e da tutti. Dopo il primo scontro contro Fudo, accetta la sua dichiarazione, dapprima elettrizzata dalla relazione clandestina che trascende i loro rispetti ruoli, ma inizia subito a sviluppare sentimenti sinceri per Fudo.

### Freezing Sentai Gelato 5
Hayato Ōjino (王子野隼人?, Ōjino Hayato) / Blue Gelato
Doppiato da: Kazuyuki Okitsu (giapponese)
Misaki Jingūji (神宮寺美咲?, Jingūji Misaki) / Yellow Gelato
Doppiata da: Nene Hieda (giapponese)
Daigo Todoroki (轟大吾?, Todoroki Daigo) / Green Gelato
Doppiato da: Junji Majima (giapponese)
Haru Arisugawa (有栖川ハル?, Arisugawa Haru) / Pink Gelato
Doppiata da: Rina Hidaka (giapponese)
Professor Big Gelato (ビッグジェラート博士?, Biggu Jerāto Hakase)
Doppiato da: Chafūrin (giapponese)

### Società Segreta Gekko
Supremo leader Bosslar (ボスラー大総統?, Bosurā Dai Sōtō)
Doppiato da: Tomokazu Sugita (giapponese)
Kiki Majima (魔島忌々?, Majima Kiki) / Principessa ferina
Doppiata da: Kana Hanazawa (giapponese)
Kyōko Kuroyuri (黒百合凶子?, Kuroyuri Kyōko) / Principessa d'acciaio
Doppiata da: Hisako Kanemoto (giapponese)
Ran Ran (乱乱?) / Principessa giudicatrice
Doppiata da: Nashiko Momotsuki (giapponese)
Kira Sanzugawa (三途川鬼羅?, Sanzugawa Kira) / Principessa del sangue
Doppiata da: Miyuki Sawashiro (giapponese)
Anna Hōjō (宝条闇奈?, Hōjō Anna) / Principessa in fiamme
Doppiata da: Ayane Sakura (giapponese)
Culverin Bear (カルバリンベア?, Karubarin Bea)
Doppiato da: Hiroki Yasumoto (giapponese)

### Altri
Urami Magahara (禍原ウラ美?, Magahara Urami)
Doppiata da: Chinami Hashimoto (giapponese)
Sorella minore di Desumi. Ammira molto la sorella e le ha promesso che dopo il diploma vuole raggiungerla nella Società Segreta Gekko.
Hellko (ヘル子?, Heruko)
Doppiato da: Mao Ichimichi (giapponese)
È il gatto di Desumi.

## Media

### Manga
Il manga, scritto da Hiroshi Noda e illustrato da Takahiro Wakamatsu, è stato serializzato dal 4 ottobre 2019 al 5 novembre 2022 sulla rivista Monthly Shōnen Magazine edita da Kōdansha. I capitoli sono stati raccolti in sei volumi tankōbon pubblicati dal 10 aprile 2020 al 15 dicembre 2022.
In Italia la serie è stata pubblicata da Edizioni BD sotto l'etichetta J-Pop dal 30 marzo 2022 al 12 aprile 2023.

#### Volumi
| Nº | Data di prima pubblicazione | Data di prima pubblicazione | Data di prima pubblicazione | Data di prima pubblicazione |
| Nº | Giapponese                  | Giapponese                  | Italiano                    | Italiano                    |
| -- | --------------------------- | --------------------------- | --------------------------- | --------------------------- |
| 1  | 10 aprile 2020              | ISBN 978-4-06-518676-3      | 30 marzo 2022               | ISBN 978-88-349-0917-1      |
| 2  | 17 novembre 2020            | ISBN 978-4-06-521424-4      | 21 aprile 2022              | ISBN 978-88-349-0943-0      |
| 3  | 8 aprile 2021               | ISBN 978-4-06-522850-0      | 1º giugno 2022              | ISBN 978-88-349-1045-0      |
| 4  | 17 gennaio 2022             | ISBN 978-4-06-526224-5      | 3 agosto 2022               | ISBN 978-88-349-1101-3      |
| 5  | 15 aprile 2022              | ISBN 978-4-06-527157-5      | 26 ottobre 2022             | ISBN 978-88-349-1171-6      |
| 6  | 15 dicembre 2022            | ISBN 978-4-06-530052-7      | 12 aprile 2023              | ISBN 978-88-349-1981-1      |

### Anime

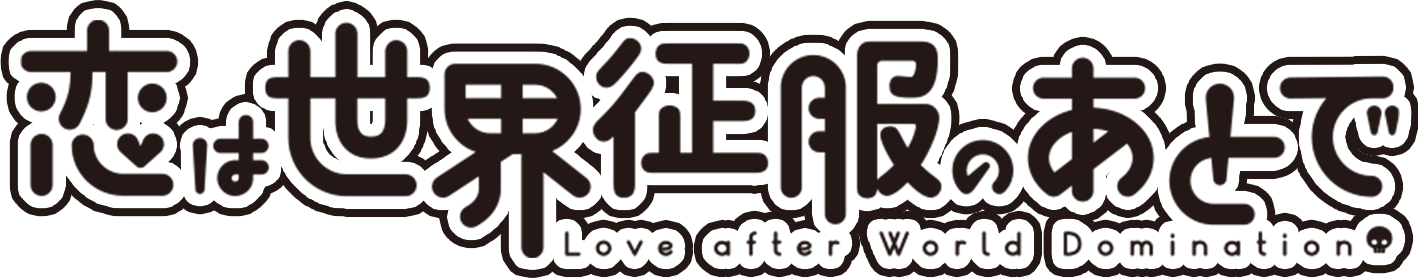
Logo della serie

Un adattamento televisivo anime è stato annunciato nel numero di maggio 2021 della rivista Monthly Shōnen Magazine uscito il 6 aprile 2021. La serie animata è stata prodotta dallo studio Project No.9 e diretta da Kazuya Iwata, con Satoru Sugizawa alla supervisione delle sceneggiature, Akemi Kobayashi che ha curato il character design, Satoshi Motoyama come direttore del suono e Satoshi Hōno e Ryūnosuke Kasai che hanno composto la colonna sonora. La serie, composta da 12 episodi, è stata trasmessa dall'8 aprile al 24 giugno 2022 su AT-X, Tokyo MX, BS Asahi e TV Aichi. La sigla di apertura è Koi wa Explosion (恋はエクスプロージョン?, Koi wa Ekusupurōjon) cantata da Masayoshi Ōishi e Yukari Tamura (ep. 1-5 e 7-11) e Masayoshi Ōishi e Hiroki Yasumoto (ep. 6). La sigla di chiusura è Koi wa sekai teiri to tomo ni (恋は世界定理と共に?) dei Dialogue+. I diritti di distribuzione al di fuori dell'Asia sono stati acquistati da Crunchyroll che ha pubblicato la serie in versione sottotitolata in vari Paesi del mondo, tra cui l'Italia.

#### Episodi
| Nº | Titolo italiano Giapponese 「Kanji」 - Rōmaji                                                                                                   | In onda        | In onda |
| Nº | Titolo italiano Giapponese 「Kanji」 - Rōmaji                                                                                                   | Giapponese     |         |
| 1  | Ti amo! 「君のことが好きだ！」 - Kimi no koto ga suki da!                                                                                       | 8 aprile 2022  |         |
| 2  | La verità sugli appuntamenti 「デートの真理」 - Dēto no shinri                                                                                  | 15 aprile 2022 |         |
| 3  | Finalmente, il parco divertimenti 「あこがれの遊園地」 - kogare no yūenchi                                                                      | 22 aprile 2022 |         |
| 4  | Potresti dirmi perché? 「その理由を聞かせてくれないか？」 - Sono riyū o kikasete kurenai ka?                                                    | 29 aprile 2022 |         |
| 5  | Così come sei 「ありのままのきみで」 - Ari no mama no kimi de                                                                                   | 6 maggio 2022  |         |
| 6  | Visto che siamo in spiaggia... 「せっかくのビーチなんだし)」 - Sekkaku no bīchi nan dashi                                                       | 13 maggio 2022 |         |
| 7  | Desumi Magahara è il mostro che ho creato 「禍原デス美はオレが生み出したモンスターなんだ」 - Magahara Desumi wa ore ga umidashita monsutā nanda | 20 maggio 2022 |         |
| 8  | Tutti hanno qualche segreto 「誰だって秘密のひとつやふたつあるさ」 - Dare datte himitsu no hitotsu-ya futatsu arusa                             | 27 maggio 2022 |         |
| 9  | Mia sorella è completamente cambiata 「お姉ちゃんは変わってしまった」 - Onee-chan wa kawatte shimatta                                           | 3 giugno 2022  |         |
| 10 | Sulla luna della Kokutei 「黒帝の月の上で」 - Kokutei no tsuki no ue de                                                                         | 10 giugno 2022 |         |
| 11 | Che senso ha legare? 「仲良くなって何か意味ある？」 - Nakayoku natte nanika imi aru?                                                            | 17 giugno 2022 |         |
| 12 | Eterni rivali 「永遠のライバル」 - Eien no Raibaru                                                                                              | 24 giugno 2022 |         |

## Accoglienza
Il manga è stato candidato per l'Eisner Award come migliore fumetto digitale nel 2022.
Il primo episodio dell'anime ha ottenuto recensioni positive dai redattori di Anime News Network quando hanno trattato le serie uscite nel corso della primavera 2022. James Beckett l'ha definita "una commedia romantica estremamente carina e sorprendentemente ben realizzata", ma ha anche critico il fatto che potrebbe "soffrire facilmente di eventuali cali" con animazioni inferiori e un'eccessiva dipendenza dalle stesse gag. Richard Eisenbeis ha trovato la relazione tra Fudo e Desumi come "ultra carina" e con "una spruzzata di commenti sociali", ma ha ritenuto che i contenuti tokusatsu mancassero di "sovversione" e facevano si che la serie sembrasse "facilmente prevedibile e quasi noiosa" quando non veniva mostrata la coppia principale, concludendo che avrebbe controllato il manga per vedere se sarebbe andato avanti con la serie animata. Rebecca Silverman l'ha definita "in parti uguali una parodia dei super sentai e un'appiccicosa commedia romantica, e sembra che queste due cose si uniranno bene qui come nel manga originale". Nicholas Dupree ha elogiato la produzione per aver mantenuto fresco l'umorismo dei super sentai mentre mostrava un po' di "commedia romantica che fa arrossire", delle "belle coreografie di combattimento" e un'adeguata fetta di fanservice, finendo per affermare: "Non ho intenzione di dirti che questa serie è profonda o stimolante o addirittura particolarmente romantica, ma quello che dirò è che ho avuto un grande sorriso stupido sulla faccia per l'intero episodio". Allen Moody di THEM Anime Reviews ha ritenuto che la premessa stravagante della serie fosse troppo addomesticata e trattenuta nel suo svolgimento, la coppia Fudo-Desumi era "deludentemente convenzionale" e mancava un approfondimento per i personaggi secondari e finì per sostenere che "mentre alcune battute funzionavano bene, ci sono state anche alcune opportunità mancate".